# Loteria Instantânea
A Loteria Instantânea, também conhecida popularmente como "raspadinha", é uma loteria brasileira criada e realizada pela Caixa Econômica Federal.
É uma modalidade de jogo cujo resultado é imediato. O apostador saberá se o bilhete está ou não premiado raspando-se os campos encobertos do mesmo, onde estão gravadas combinações de números, símbolos ou caracteres determinantes dos prêmios.
Nesta loteria, a cada 5 bilhetes emitidos, 1 é premiado com, no mínimo, o valor de venda do bilhete.
A premiação corresponde a 42% da renda bruta.
A Loteria Instantânea Promocional, conhecida também como raspadinha promocional, é produzida em impressão gráfica, com acabamento de plastificação frente, posteriormente aplicado a massa raspavel Vifo C/ma e por término cortadas no formato desejado pelo cliente. A Raspadinha Promocional é similar a  Loteria Instantânea, no entanto não é vendida, é ofertada aos consumidores de um determinado, comércio, negócios e serviços.
A Raspadinha Promocional, também premia os consumidores.

## História
Com o Decreto Federal nº 8.897/2016 de 7 de novembro de 2016, que revogou o Decreto nº 99.268/1990 (de criação da modalidade), a Loteria Instantânea teve seu fim oficial, sendo que a partir do dia posterior ao do decreto, as emissões das cartelas foram encerradas.
Em outubro de 2024 a Caixa anuncia a volta da Loteria Instantânea, após 8 anos.